# 純屬巧合
《純屬巧合》是SET電視台（三立新聞台前身）第一個政治戲仿節目，製作人是王偉忠與解王泉，1998年4月1日開播，1998年10月15日停播。該節目每集總長度20分鐘，全程只插播一段廣告。

## 提要
《純屬巧合》是三立衛星電視台（三立電視前身）第一個政治戲仿節目，也是王偉忠製作的第一個三立衛視節目，也是數位製作公司製作的第一個電視節目。
1998年2月4日，由於王偉忠與解王泉製作、鄧鴻主演的民視無線台第一個政治戲仿節目《純屬虛構》的播出時段從八點檔被節節移往更晚的時段，而民視在該年春節前要求《純屬虛構》播出時間改為每週一21:00並將每集長度從15分鐘延長為90分鐘，王偉忠與解王泉決定：《純屬虛構》停播，跳槽三立衛視，改名為《純屬巧合》。解王泉說，鄧志鴻的模仿秀是《純屬虛構》的精華所在，但是若要延長為90分鐘就勢必加入其他單元，加入其他單元後反而會讓內容冗長而喪失節奏感；而且《純屬虛構》每週只播一集，時效性很差；而三立衛視提供的時段是SET電視台每日18:45～19:00，是在SET電視台晚間新聞節目《巡弋新聞》之前，讓鄧志鴻覺得相當被尊重，才會跳槽三立衛視。民視節目部綜藝活動組組長黃建福說，民視與製作單位各有各的立場，雙方都已在《純屬虛構》停播前體諒對方的處境。鄧志鴻曾在《純屬虛構》中模仿民視董事長蔡同榮，解王泉與黃建福都否認那是導致《純屬虛構》停播的導火線。

## 內容
片頭動畫有兩版，第二版中有王偉忠的旁白：「以下內容絕對不是真的！《純屬巧合》。」攝影棚佈景模仿當時三立衛視新聞攝影棚佈景，主持人是一個模仿TVBS主播張雅琴的人偶「張主播」。
開場白是由張主播講：「歡迎收看《巧合新聞》，我是張主播。」講完開場白之後，張主播開始播報第一則新聞（也是當日唯一的一則新聞）。播報完畢之後，畫面切換到鄧志鴻扮演的該則新聞主角接受其他演員扮演的記者們的訪問，會出現不少搞笑的台詞。訪問結束後，節目暫停，直接進廣告。
廣告結束後，該節目繼續播映，畫面回到攝影棚佈景，張主播會開放call-in，讓觀眾可以發表意見或與張主播交談。事實上，該節目是當天預錄、當天播映的，包括call-in內容在內的所有講話都是事先設計好的，所以播映時必定全程加註中文字幕，畫面上顯示的call-in電話號碼「12345678」當然是虛構的。開放一、兩位觀眾call-in之後，張主播宣布《巧合新聞》收播並向觀眾道別，攝影棚熄燈，當日節目內容全部結束。當日節目內容全部結束時，畫面正下方顯示工作人員表的同時，攝影棚內會出現兩、三位工作人員幫忙張主播卸下其衣領上的麥克風、同時與張主播交談。